# Escola Real Andaluza de Arte Equestre

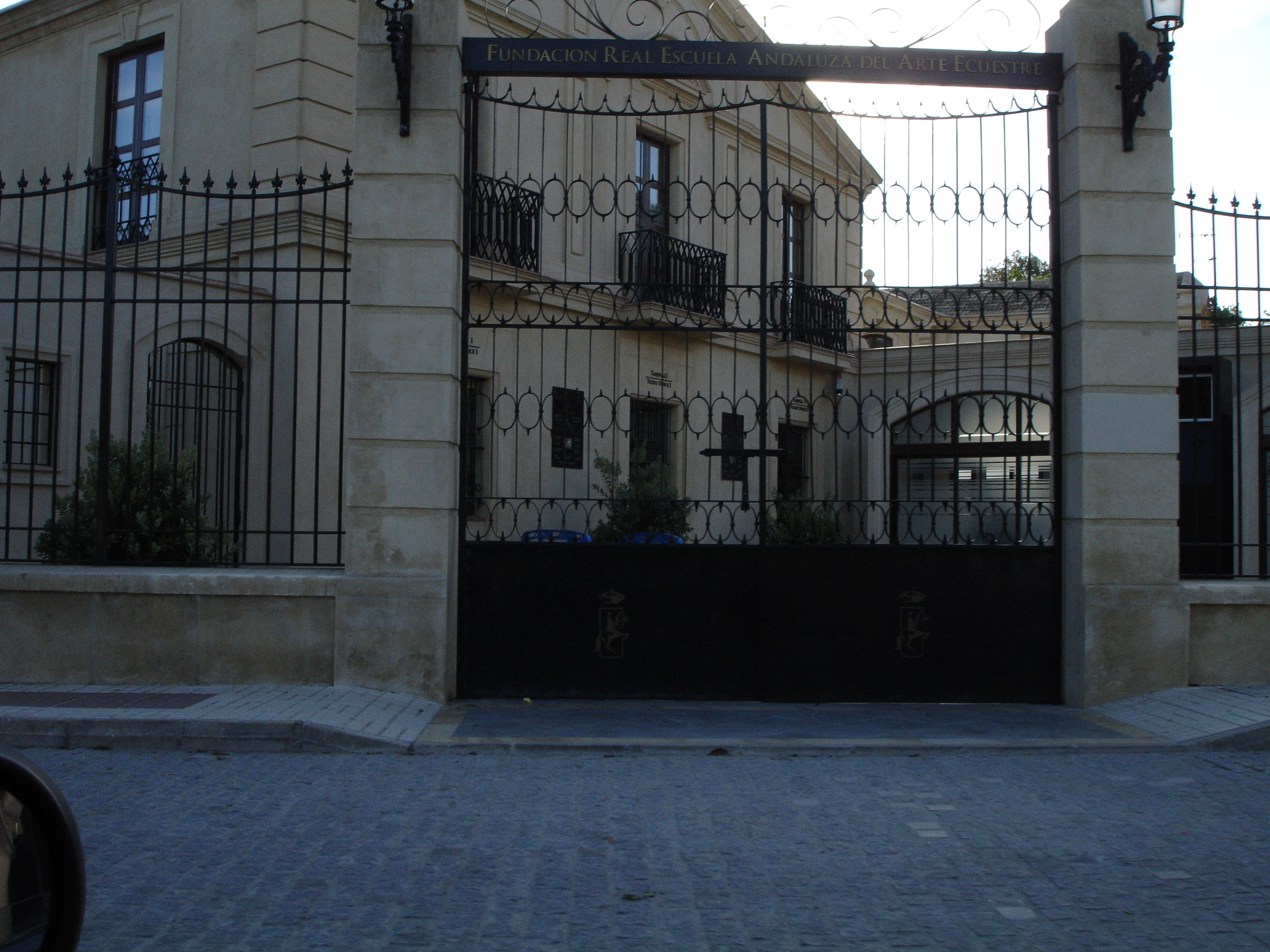
Entrada do Palácio

A Escola Real Andaluza de Arte Equestre é uma instituição espanhola de Doma Clássica situada em Jerez de la Frontera, província de Cádis (Andaluzia, Espanha). Entre seus objetivos destacam a prática de diversas formas de doma tradicional e do cavalo andaluz.
Fundada por Álvaro Domecq Romero em 1973, tem sua sede em no Palácio Duque de Abrantes e depende da Consejería de Turismo, Comercio y Deporte de la Junta de Andalucía. Desde 1987 o rei Juan Carlos I é o seu presidente de honra, o que a confire o título de "Real". Recentemente também está aberta a investidores privados e outras vias de ingressos como da inseminação artificial e derivados da cultura equestre.

## Galeria

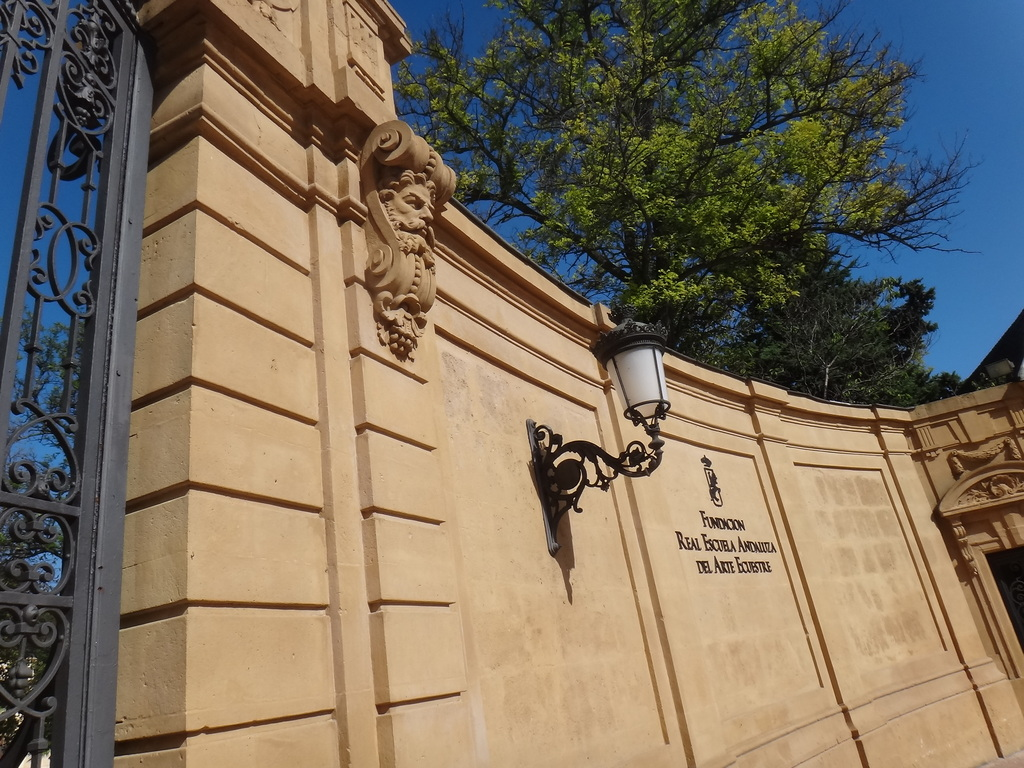
Detalhe da entrada principal
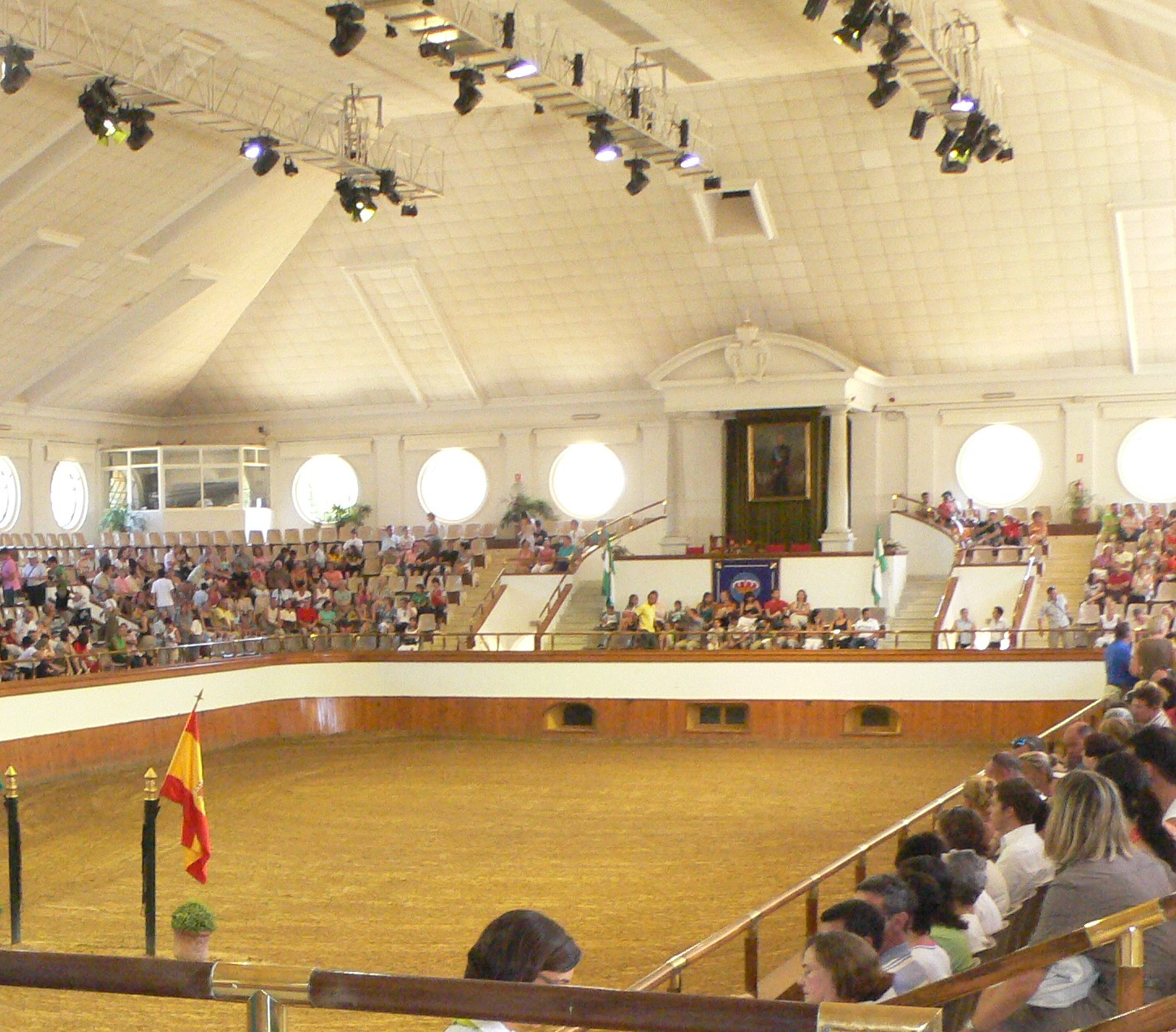
Interior do picadeiro
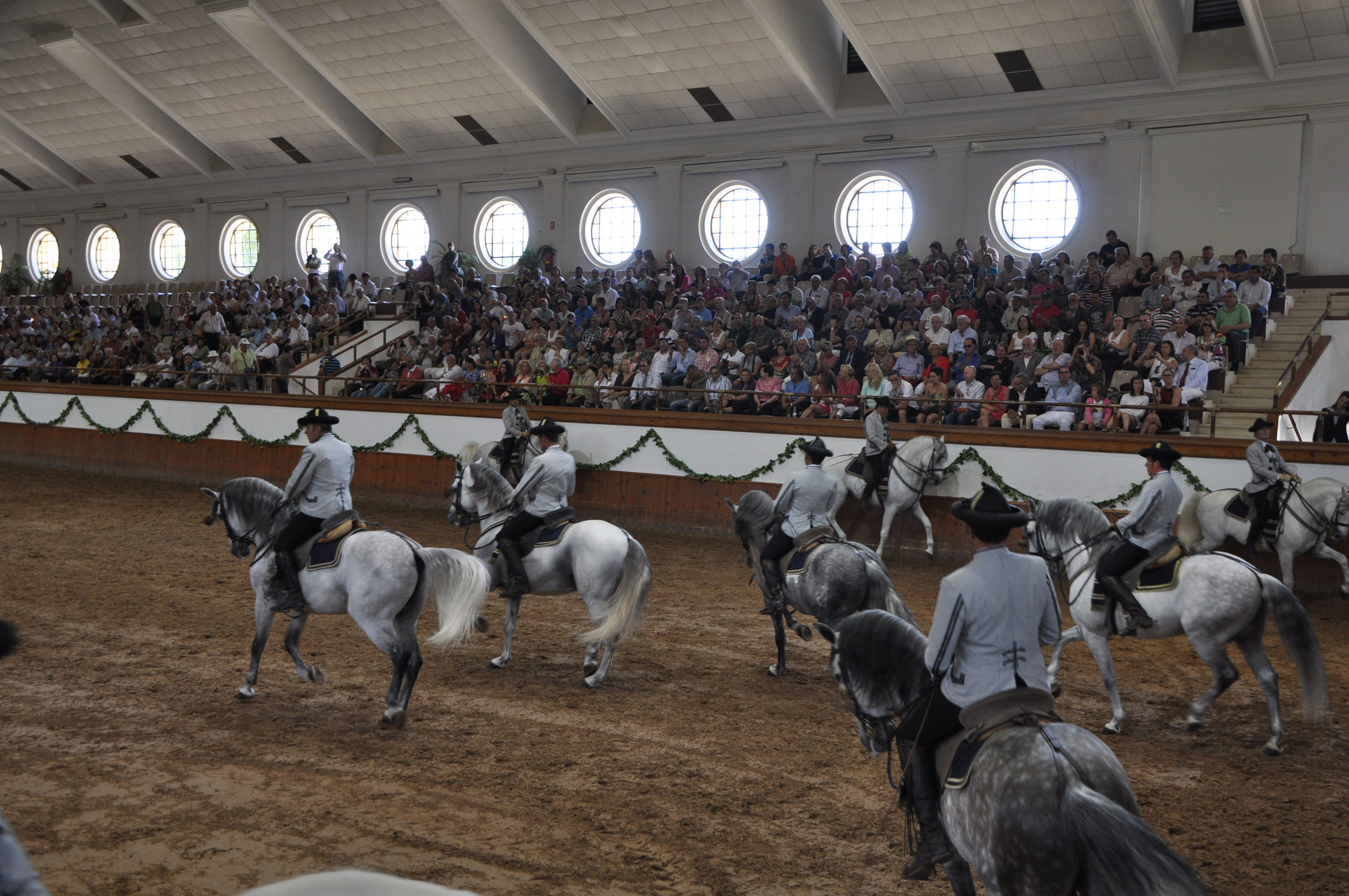
Espetáculo
Caminhada espanhola